# Sắc tộc học động vật
Sắc tộc học động vật  (Ethnozoology) là môn khoa học nghiên cứu về mối tương quan giữa quá khứ và hiện tại giữa các nền văn hóa của con người (các sắc tộc, dân tộc) và các loài động vật trong môi trường của chúng. Nó bao gồm phân loại và đặt tên của các hình thức động vật học, kiến thức văn hóa và sử dụng động vật hoang dã và vật nuôi. Đây là một trong những phân ngành chính của dân tộc học và chia sẻ nhiều phương pháp và khung lý thuyết với sắc tộc thực vật học (Ethnobotany) theo đó, Ethnozoology là nghiên cứu về sự tương tác giữa người và động vật. Dân tộc học bao gồm ethnobotany, liên quan đến nghiên cứu về mối quan hệ giữa thực vật và con người.
Ethnozoology tập trung rõ ràng vào mối quan hệ giữa người và động vật và kiến thức mà con người có được liên quan đến hệ động vật trên Trái đất. Nghiên cứu về dân tộc học liên quan đến tầm quan trọng của kiến thức này đối với sự hiểu biết của chúng ta về vai trò của động vật trong xã hội loài người. Tài nguyên từ hệ động vật đóng nhiều vai trò khác nhau trong cuộc sống của con người trong suốt lịch sử và tầm quan trọng của chúng đối với con người không chỉ mang tính thực dụng mà còn là văn hóa, tôn giáo, nghệ thuật và triết học. Ethnozoology có thể được hiểu một cách rộng rãi, từ quan điểm sinh thái, nhận thức và biểu tượng. Kiến thức của con người về tài nguyên thiên nhiên đòi hỏi phải cảm nhận, nhận biết, phân loại, sinh vật sống.
Ethnozoology là một môn học kết nối các phương pháp khoa học với các hệ thống tri thức và tín ngưỡng văn hóa truyền thống, chúng thuộc phân nhánh của Sắc tộc sinh thái học (Ethnobiology) là nghiên cứu khoa học về cách các sinh vật được đối xử hoặc sử dụng bởi các nền văn hóa khác nhau của con người. Nó nghiên cứu các mối quan hệ năng động giữa con người, hệ sinh thái và môi trường, từ quá khứ xa xôi đến hiện tại ngày nay. Các tương tác của bộ ba "môi trường-sinh thái-con người" trên khắp thế giới được ghi lại và nghiên cứu qua thời gian, qua các nền văn hóa và qua các ngành khoa học để tìm kiếm câu trả lời hợp lý, đáng tin cậy cho hai câu hỏi 'định nghĩa': "Xã hội loài người chinh phục và thuần hóa thiên nhiên như thế nào và xã hội loài người nhìn nhận thiên nhiên như thế nào và bằng cách nào? "